# Igreja de São Félix de Valois
A Igreja de São Félix de Valois é um edifício na cidade de Marabá, Pará, tombado pelo patrimônio histórico municipal em 05 de abril de 1993. Construída em 1928, a igreja é a mais antiga do município.

## Histórico
A igreja atual foi erguida em 1928 no mesmo local onde havia uma outra, menor, construída pelo devoto Acácio Santana (ou Francisco Acácio, de acordo com outras fontes) como pagamento de uma graça alcançada, e que foi destruída numa enchente em 1926.
Em 2017 foi objeto de extensiva restauração, onde foram substituídos o telhado, forro de gesso, parte elétrica e piso. A fachada não foi alterada.

## Padroeiro
São Félix de Valois é o padroeiro de Marabá. A devoção ao santo começou por obra de uma família devota, que trouxe uma imagem dele para a então vila de Marabá. Ocorreu o desaparecimento de uma criança na floresta, e o pai da mesma teria feito uma promessa a Nossa Senhora de Nazaré pela intercessão de São Félix, para caso a criança fosse encontrada, construiria uma capela em homenagem ao santo. Dias depois a criança reapareceu, e teria reconhecido na imagem de São Félix o homem que a havia alimentado e cuidado dela na mata.
O dia 20 de novembro é feriado municipal dedicado ao santo, conforme a Lei Nº 2.376/1982. Em 2022, foi completado o centenário da devoção do município a São Félix de Valois.

## Visitação
As visitas podem ser efetuadas de segunda a sábado, ou nos horários das missas.